# Massís de Ceahlău
El massís de Ceahlău (pronunciat [t͡ʃe̯ahˈləw]) és una de les muntanyes més famoses de Romania. Forma part de la serralada de les Muntanyes Bistriţa de la divisió dels Carpats Orientals, al comtat de Neamţ, a la regió de Moldàvia. Els dos cims més importants són Toaca (1904 m.) i Ocolaşul Mare (1907 m.) d'altitud. Limita a l'est amb el riu Bistriţa i el llac Bicaz, al sud amb el riu Bicaz. Des del sud, el principal punt d'accés és el poble d'Izvorul Muntelui, situat a 12 km al nord de la ciutat de Bicaz. Al nord, la muntanya Ceahlău també és accessible des de Durău.

## Activitats

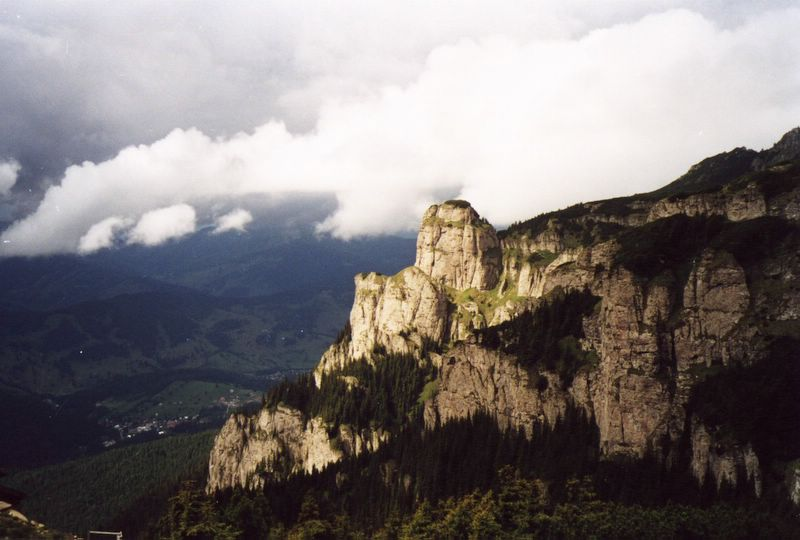
Ceahlău - formació rocosa "Piatra Lată din Ghedeon"

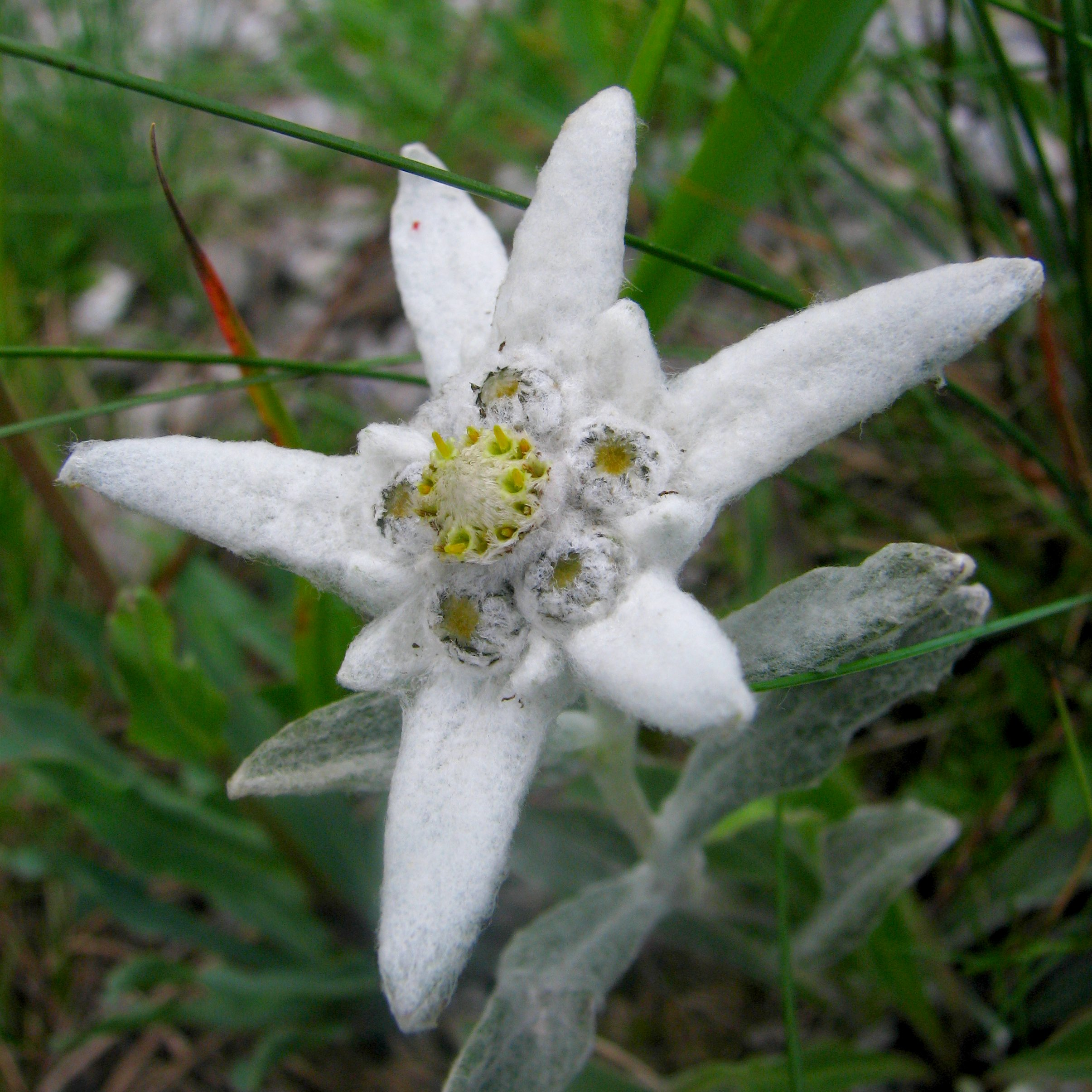
Leontopodium alpinum, edelweiss o floare de colţ és una espècie protegida a Romania des de 1933

### Senderisme
El mont Ceahlău és una destinació popular per fer senderisme a Romania. Hi ha set senders principals senyalitzats construïts per a excursionistes i excursionistes. Hi ha tarifes d'entrada per visitar el parc nacional de Ceahlău. i multes per incompliment de la normativa del parc. El parc està vigilat per guardes locals i també hi ha un servei de rescat de muntanya.

### Esquí
Hi ha pistes d'esquí situades a Durău.

### Càmping
El càmping només es permet en alguns llocs designats: a Durău, a prop de Dochia Chalet i a Izvorul Muntelui.

### Xalets i refugis
- Xalet Izvorul Muntelui (757 m d'altitud, camp base), a prop de Bicaz
- Xalet Dochia (1750 m, a prop del pic Toaca)
- Xalet Fântânele (1220 m, a prop de Durău)[5]
- Ceahlău - Estació meteorològica Toaca

### Llocs i llocs turístics notables
- Cascada de Duruitoarea
- Roca panaghia
- Piatra Lată din Ghedeon rock formation
- Pic Ocolaşul Mic
- Roca Dochia
- Turnul lui Butu Stone
- Poiana Maicilor (anglès: Nuns ' Glade)
- Poiana Stănile
- Zona protegida Poliţa cu crini
- Gardul Stănilelor